# Teknőshajó
A teknőshajó (koreaiul geobukseon 거북선, [kʌbuksən]) egy nagyméretű csoszoni hadihajótípus, amit a 15. századtól a 19. századig időről időre bevetettek. Nevét az egész hajótestet beborító, a teknőséhez hasonló páncélról kapta.
Először 1413-ban említik, majd a 16. század végén modernebb formája a japán invázió elleni küzdelemben (Imdzsin háború) kapott komoly szerepet.

## Felépítése és használata

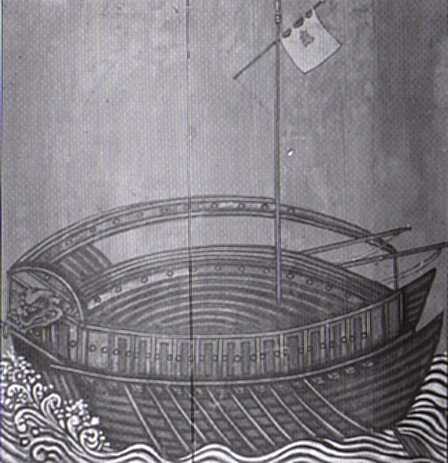
Kora 15. századi teknőshajó egy 1795-ös ábrázoláson

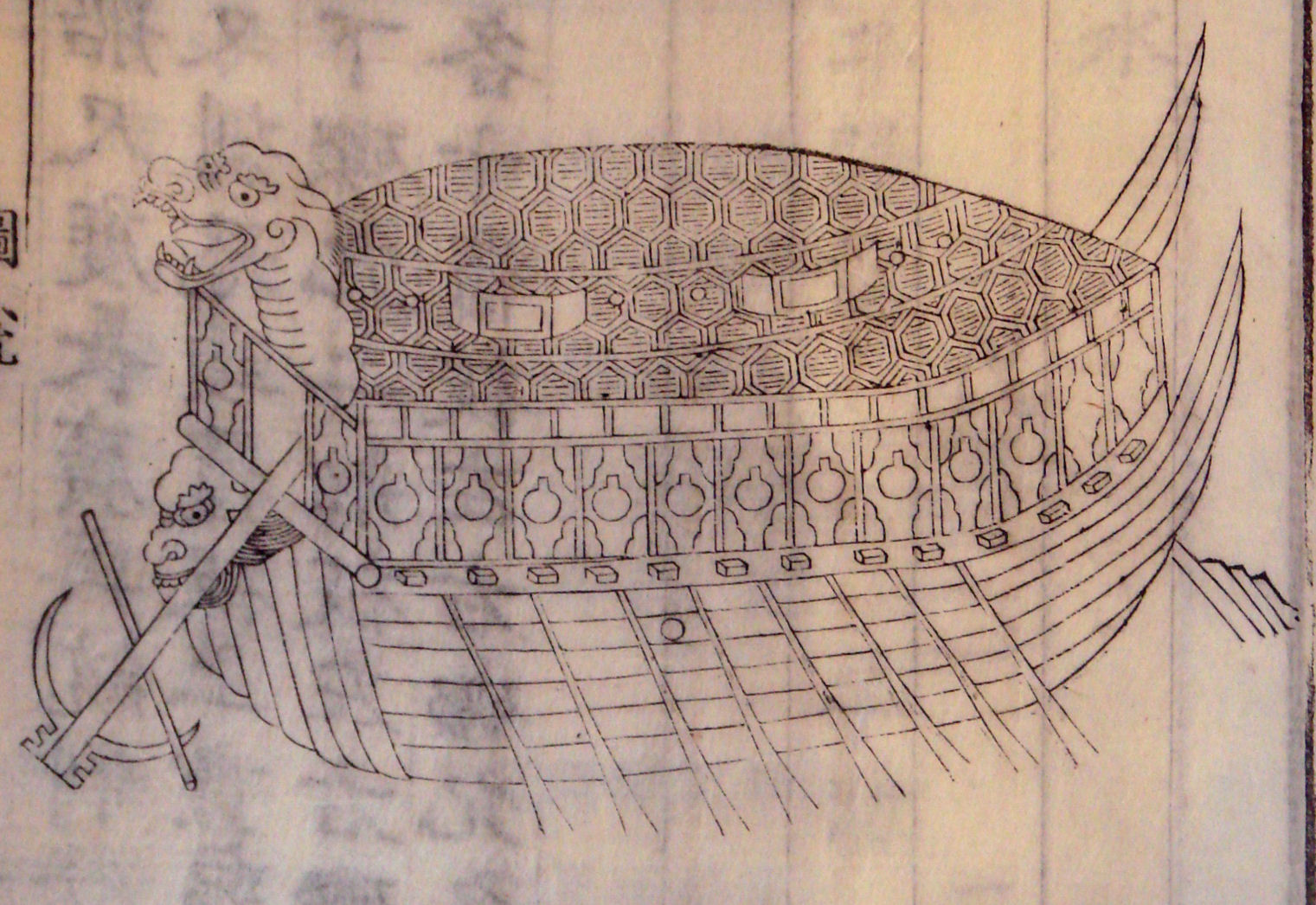
16. századi teknőshajó ábrázolása 1795-ből. Ez egy késő 18. századi modellen alapult, és a teknőshajó legkorábbi fennmaradt ábrázolása

A teknőshajó egy robusztus, evezővel és vitorlával hajtott, part közeli harcra tervezett hajó volt. Valószínűleg a „lándzsa hajó” (kwason) továbbfejlesztésével alakult ki. Az 1413-as, első ismert változat két fedélzettel rendelkezett, az alsón az evezősöket helyezték el, a felsőn pedig a távolsági fegyverekkel felszerelt katonákat. A hajó oldalfalai magasak voltak, hogy megnehezítsék a csáklyázást (fő ellenfeleik, a japánok kedvelt taktikáját). Elsősorban arra használták hogy az ellenséges hajóknak ütköztetve azokat harcképtelenné tegyék.
A 16. század végén I Szunsin több újítást vezetett be. A leglátványosabb újítás egy vastag, íves, fából készült tető volt, ami beborította az egész felső fedélzetet (ahol ekkor már nem csak a katonák, hanem az evezősök is helyet foglaltak). A tetőre kívülről tüskés fémlemezeket erősítettek. Ezzel a hadihajó megcsáklyázása gyakorlatilag lehetetlenné vált. További jellegzetessége volt ennek a típusnak, hogy elején egy sárkányfejet helyeztek el. A sárkányfej vagy füstöt okádott, vagy ágyút helyeztek el benne. Ezeket a hajókat elsősorban már nem arra használták, hogy az ellenséges hajóknak ütközve azokat harcképtelenné tegyék, hanem ágyúik tűzerejét vetették be. Evezőik segítségével gyorsan bejutottak az ellenséges hajók közé, majd gyorsan vissza is vonulhattak.

## Fegyverzete és legénysége
Koreába 1104-ben jutottak el az első tűzfegyverek, a lőporkészítés technikáját azonban csak a 14. század második felében, 1377-78 körül tudták elsajátítani az azt féltve őrző kínaiaktól.
Nem sokkal később már a haditengerészet is használt ágyúkat. A koreai ágyúk az európai változatoktól eltérő lövedékeket használtak. Bár kőgolyók és kartács kilövésére is alkalmasak voltak, ezek mellett vasból készült nyílvesszőszerű lövedékeket (Daejanggunjeon) is használtak. Az ágyúk lövedéke időnként lőporral volt megtöltve.
A teknőshajók tűzerejét részben nagy lőtávolságú (több száz méter) ágyúk, részben íjászok biztosították. Mind a hajó oldalán, mind a tatján kialakítottak lőréseket, amit az ágyúk vagy az íjászok használhattak. Az I Szunsin-féle hajó legénysége kb. 80-90 evezősből és 45-50 katonából állt.

## Páncélzata
A hajót a források páncélozott hajóként írják le, azonban abban nincs egyetértés, hogy a páncél milyen mértékben készült vasból. A hajó oldala és teteje vastag fából készült, ez is védelmül szolgált a japánok íjai és muskétái ellen. A tetőt valószínűleg vaslemezek borították, a modern koreai reprodukciók is így készülnek.